# Дуги Дио
Дуги Дио је насељено мјесто у општини Зворник, Република Српска, БиХ. Према попису становништва из 2013. у насељу је живјело 297 становника.

## Становништво
Према попису становништва из 1991. године, мјесто је имало 342 становника.
| Националност       | 1991.        |
| Муслимани          | 341 (99,71%) |
| остали и непознато | 1 (0,29%)    |
| укупно             | 342          |

| Демографија | Демографија | Демографија |
| Година      | Становника  | Становника  |
| ----------- | ----------- | ----------- |
| 1948.       | 139         |             |
| 1953.       | 148         |             |
| 1961.       | 175         |             |
| 1971.       | 223         |             |
| 1981.       | 314         |             |
| 1991.       | 342         |             |
| 2013.       | 297         |             |